# 親衛隊最高集團領袖

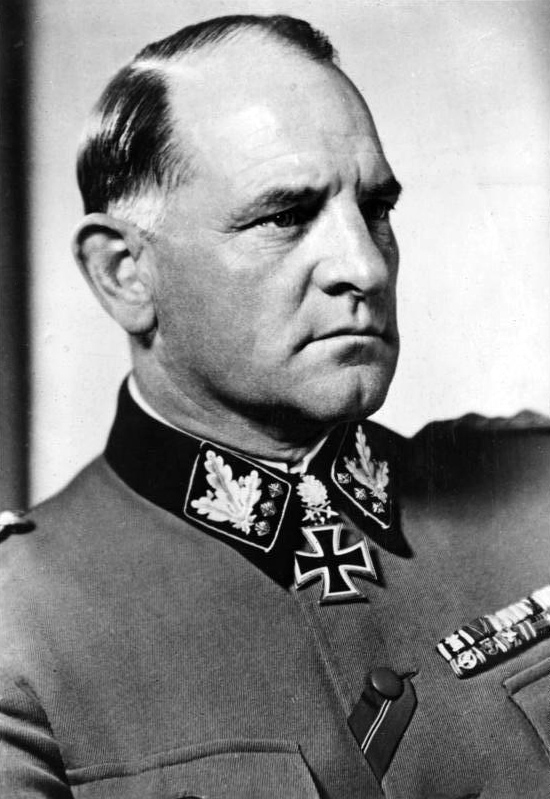
約瑟夫·迪特里希是一位親衛隊最高集團領袖與武裝親衛隊大將

親衛隊最高集團領袖（德語：SS-Oberst-Gruppenführer）是納粹德國準軍事組織「親衛隊」中的一個階級，存在於1942年至1945年間，是該組織中除「親衛隊全國領袖」外的最高階級；其職等相當於德意志國防軍大將。該階級在德語原文中的正式拼法為「Oberst-Gruppenführer」，以避免與其下位階級上級集團領袖的拼法「Obergruppenführer」混淆。

## 概述
親衛隊最高集團領袖的創設提議於1942年上半年被提出，增設目的是為武裝親衛隊中的指揮官在未來接手管轄陸軍集團軍時預留晉升空間。陸軍方面立即反對這項提議，理由是陸軍將領們不認為授與親衛隊軍官如此高層級的權力是個明智的主意，而且陸軍也認為親衛隊將領的指揮層級應該限制在兵團或師的規模即可。親衛隊軍團與集團軍的發展是陸軍所不樂見的；即便如此，親衛隊最終仍建立了第6裝甲軍團與第11親衛隊裝甲軍團等兩個軍團，但親衛隊集團軍卻從未建立。

## 晉升歷史
1942年4月，在納粹德國元首阿道夫·希特勒的個人授意下，親衛隊最高集團領袖的階級最終得以建立，但僅能頒授予一般親衛隊成員。納粹黨財政局長兼國家物資管理局總監弗朗茨·克薩佛·舒瓦茲是第一位獲授此階級者。舒瓦茲晉升當日，秩序警察首長庫爾特·達盧奇亦獲拔擢。達盧奇也是當時的德國警界中唯一晉升至此階級者。自1942年4月起至1945年止，全德國內僅有四人晉升至此階級，具體晉升人員名單如下（括號中為其附加頭銜）：
- 弗朗茨·克薩佛·舒瓦茲（英语：Franz Xaver Schwarz），1942年4月20日（榮譽領袖）[6]
- 約瑟夫·迪特里希，1942年4月20日（兼武裝親衛隊裝甲大將）[7][8]
- 庫爾特·達盧奇，1942年4月20日（警察大將）
- 保羅·豪塞爾，1944年8月1日，（兼武裝親衛隊大將）

1944年，親衛隊全國領袖海因里希·希姆萊提議將時任帝國軍備部長的亞伯特·史佩爾升任為最高集團領袖；然而後者因為不想受制於前者，遂予以婉拒。希姆萊的繼任者卡爾·漢克雖然從未獲頒此階級，但仍由地位較低的親衛隊上級集團領袖直接被拔擢為親衛隊全國領袖。

### 引用
1. ↑  McNab 2009，第186頁.
2. ↑  Yerger 1997，第236頁.
3. ↑  Haskew 2011，第46頁.
4. ↑  McNab 2009，第30頁.
5. ↑  Stein 1984，第117頁.
6. 1 2  Hamilton 1984，第341頁.
7. ↑  Dienstaltersliste der Waffen-SS,1 July 1944, #1
8. ↑  SS service record of Josef Dietrich, RG 242 (SS Officer Service Records), National Archives and Records Administration; College Park, MD
9. ↑  Inside the Third Reich by Albert Speer

### 圖書
- Hamilton, Charles. . R. James Bender Publishing. 1984. ISBN 0-912138-27-0.
- Haskew, Michael. . Amber Books Ltd. 2011. ISBN 978-1-907446-95-5.
- McNab, Chris. . Amber Books Ltd. 2009. ISBN 978-1-906626-49-5.
- Snyder, Louis. . Da Capo Press. 1994 [1976]. ISBN 978-1-56924-917-8.
- Stein, George. . Ithaca, N.Y.: Cornell University Press. 1984 [1966]. ISBN 978-0-8014-9275-4.
- Yerger, Mark C. . Schiffer Publishing Ltd. 1997. ISBN 0-7643-0145-4.
- SS-service records of Kurt Daluege, Paul Hausser, and Sepp Dietrich: National Archives and Records Administration, College Park, Maryland.